# Château de Sennecey-le-Grand
Le château de Sennecey-le-Grand est situé sur la commune de Sennecey-le-Grand en Saône-et-Loire, en terrain plat au sud du bourg.
Ce qu'il reste des bâtiments fait l’objet d’une inscription au titre des monuments historiques depuis le 23 juin 1937.
L'esplanade, en complément, est devenu site classé depuis le 12 avril 1938.

## Description
Entouré de fossés, le château primitif était de plan approximativement rectangulaire, cantonné de tours circulaires. Au XVe siècle, il avait été renforcé de deux grosses tours flanquant la porte d'entrée, qui ne disparurent qu'au début du XIXe siècle. Les travaux du XVIe siècle, quant à eux, portèrent essentiellement sur le percement de hautes fenêtres et la transformation de la disposition et du décor du grand corps de logis appuyé contre la courtine nord. Ils furent complétés par l'aménagement, après comblement des fossés, d'une vaste enceinte cernée de courtines crénelées, cantonnée de bastions et environnée de douves d'eau vive, qui englobait l'ancienne basse-cour où était située la chapelle et était précédée au nord d'un pont de pierre aboutissant à un corps de logis flanqué de pavillons à toits aigus que couronnaient des statues de Jupiter, Vénus et Junon. Les façades étaient couvertes de sculptures. Tout a disparu à l'exception des quatre pavillons d'angle, des bases des murailles, d'une partie des douves, de deux ponts de pierre et des communs.

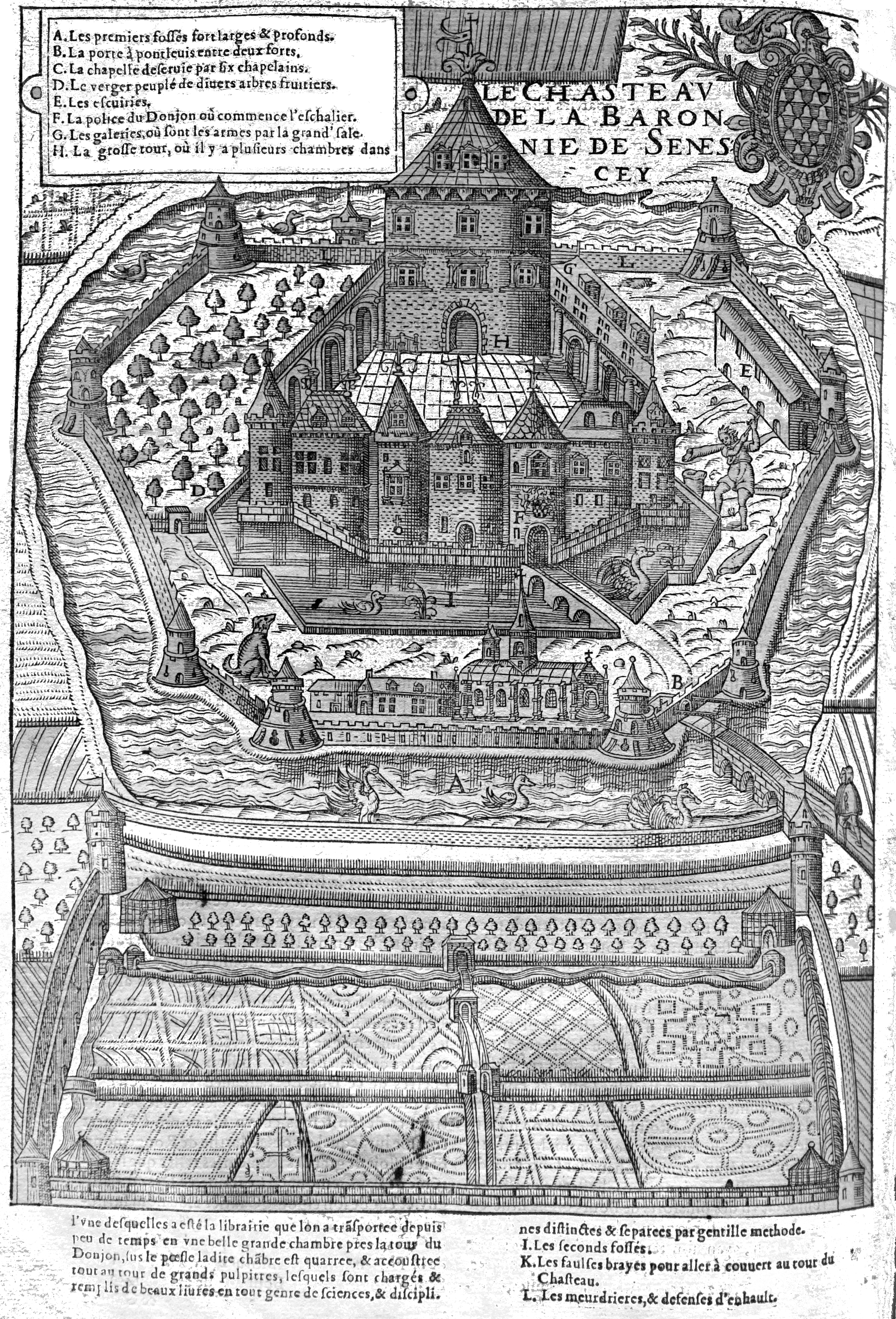
Dans le Cosmographie Universelle de François de Belleforest en 1575, bibliothèque Carnegie (Reims).

Dans l'aile orientale, des communs qui abritent la mairie, s'ouvre une porte en plein cintre, entre deux pilastres cannelés, que surmonte un entablement sur lequel alternent des bucranes et des rosaces, séparés par des triglyphes, supportant un édicule à niche concave au-dessus de laquelle est gravée la date de 1592. Une porte de même type, ornée de médaillons, donne accès à l'aile occidentale.
Les pavillons nord, bâtis sur des bastions dont un conserve encore un cartouche aux armes des Bauffremont, comportent des chaînages d'angles, des bandeaux et des encadrements de baies en bossage troué.
Le château est propriété de la commune.

## Historique

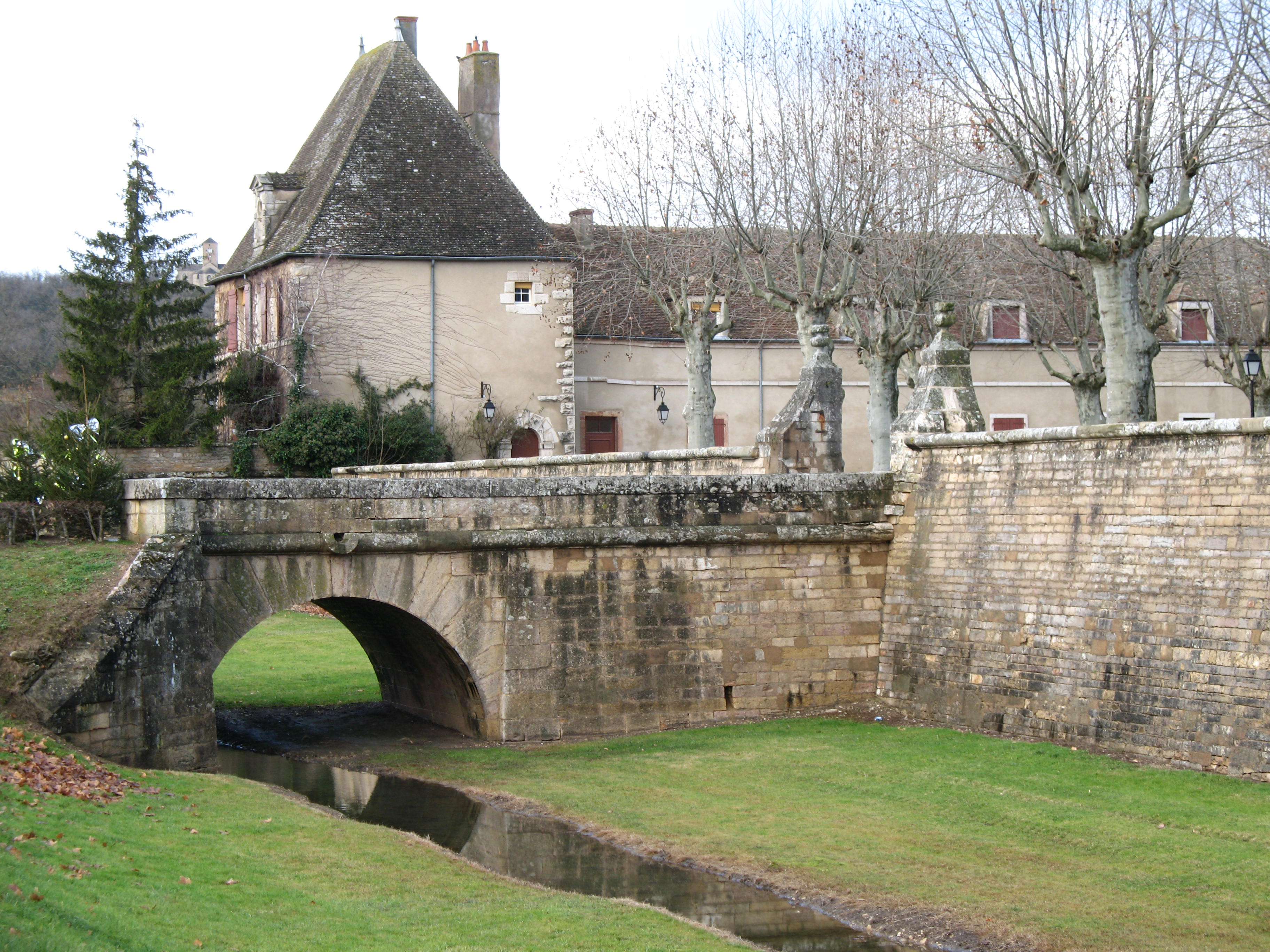
Le pont de pierre du château de Sennecey-le-Grand.

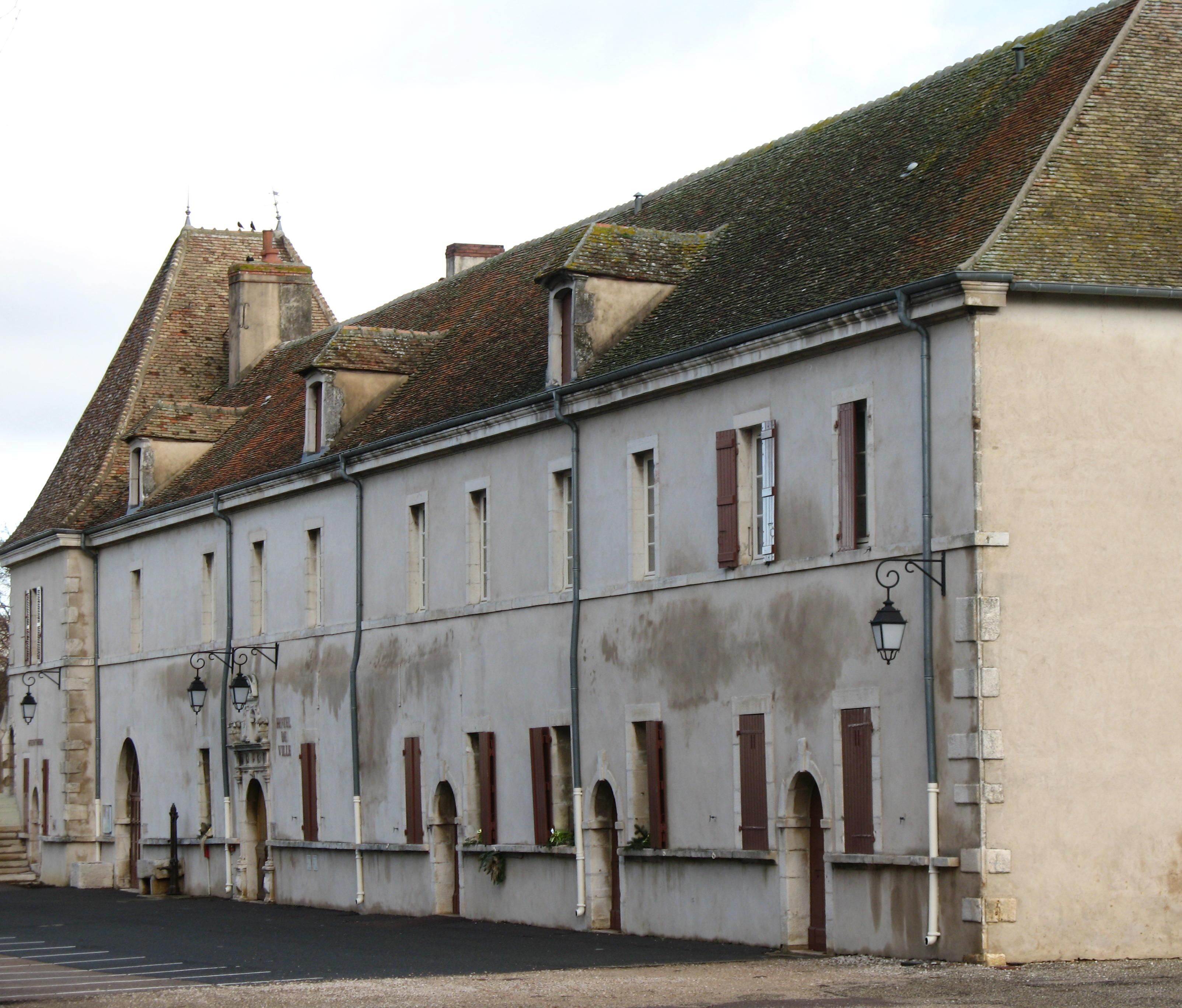
L'hôtel de ville installé dans les communs du château.

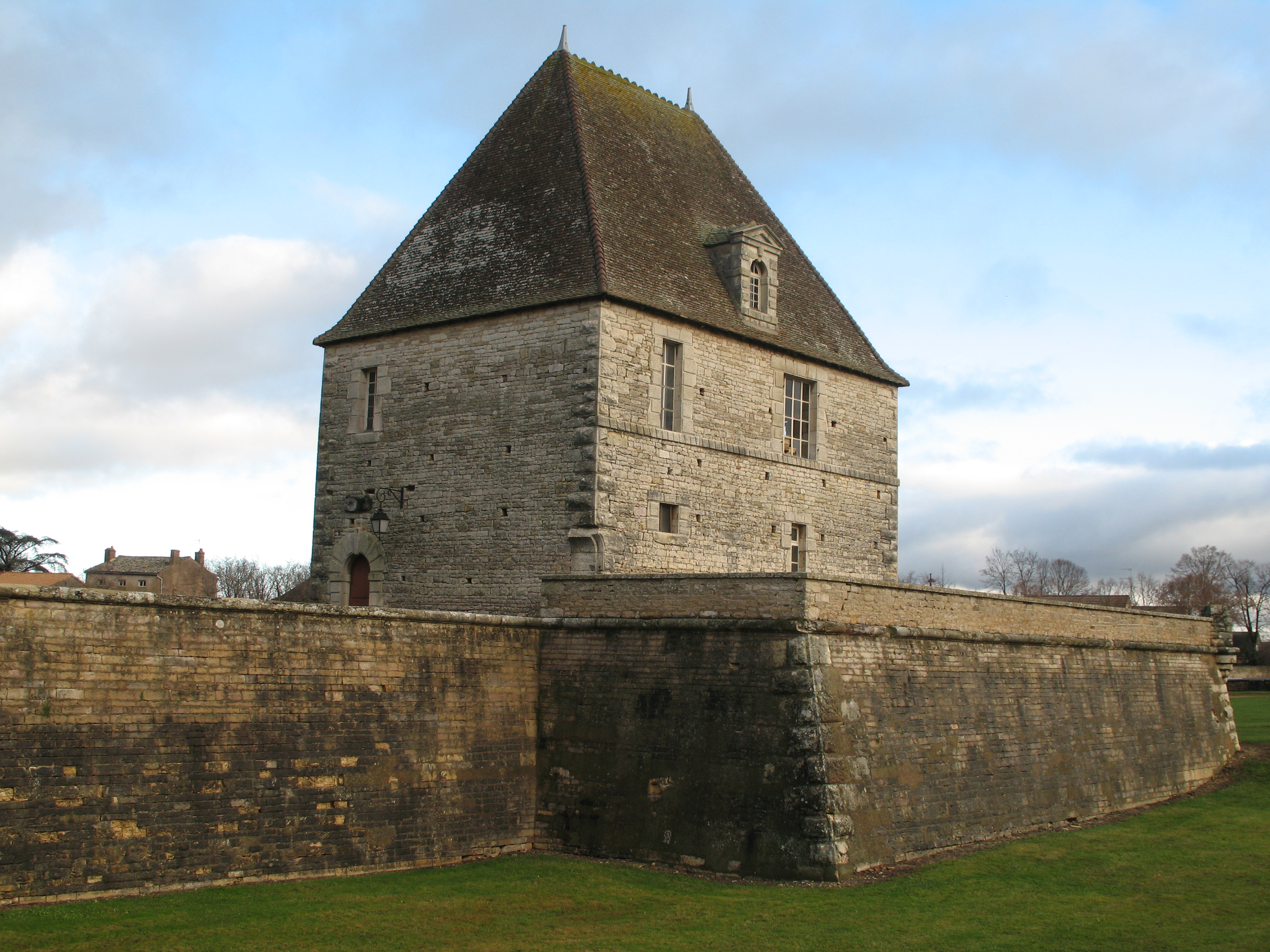
Un bastion du château de Sennecey-le-Grand.

Le premier édifice a probablement été construit au Xe siècle ou XIe siècle, il a été restauré au XVe siècle et agrandi à la fin du XVIe siècle par les Bauffremont-Sennecey, bien qu'il réussit à échapper aux démolitions du XVIIe siècle initiées par Richelieu et à la Révolution française il fut démantelé par la municipalité est remplacé par l'église de Sennecey. De ce château il ne reste rien hormis le mur d'enceinte bastionné. Au XVIe siècle André Duchesne dans un de ses ouvrages le décrivait ainsi : "je ne veux pas trahir non plus par mon silence l'honneur que mérite la baronnie de Sennecey, assez proche de Châlon pour être des premières de toute la Bourgogne. C'est un château très fort, en plaine campagne, et embelli de colonnes et de poteaux de cent couleurs différentes. Ses défenses sont deux profonds fossez et des murailles très épaisses, toutes armées de tours, et ce qui le rend encore plus recommandable, c'est une chapelle où il y a doyen et six chanoines pour y faire le service".
Le château primitif : Le bâtiment initial, au Xe siècle, fait suite à une « maison-forte » tenue par Thibert de Sennecey. D'une longueur de 60 mètres pour une largeur de 44 mètres il se composait de bâtiments entourant une cour carrée défendus, par des tours rondes qui descendaient dans un fossé large de 15 mètres et profond de 7 mètres. L'entrée était orientée au sud-ouest, avant qu'elle ne soit déplacée au nord au XVIe siècle, et était flanquée de deux grosses tours tournées vers le château de Vuillafans (aujourd'hui château de la Tour de Sennecey) distant d'environ 300 mètres. Ces deux tours, qui semblent avoir été reconstruites par Jean II de Toulongeon au début du XVe siècle, étaient rondes à l'extérieur et carrées à l'intérieur et reliées par une courtine que perçait une porte défendue par une herse et un pont-levis ; leurs sommets s'ornaient de mâchicoulis et de meurtrières couronnés par une plate-forme, elles furent démolies au début du XVIIIe siècle par le comte Antonin Claude Dominique Just de Noailles alors seigneur de Sennecey. Les autres tours de la muraille étaient de forme cylindrique, à l'exception de celle orientée au nord qui était rectangulaire, et portaient un toit pointu.
Le second château : Au XVe siècle le château est décrit comme vétuste, un acte de 1423 des habitants dit que « Sennecey a une fourterese ruineuse non habitable ». Quelques années auparavant il avait subi de profonds dégâts lors des guerres menées par Bernard VII d'Armagnac dans sa lutte contre les partisans du duc de Bourgogne, lors de ce conflit Antoine de Toulongeon, frère du seigneur de Sennecey Jean II de Toulongeon, avait rassemblé un corps d'armée pour défendre le château et y avait livré bataille sans succès. Son frère Jean II de son côté avait levé une troupe considérable pour l'époque, au vu de la faible population de cette région, on comptait 4 écuyers bannerets (ayant droit de porter une bannière, c'est-à-dire de commander plusieurs écuyers), 10 chevaliers bacheliers (fils de chevalier), 509 écuyers, 82 hommes de trait, 4 trompettes et 5 ménétriers. En remerciement de ses services le duc de Bourgogne va aider financièrement Jean II de Toulongeon à relever son château mais son décès en 1427 ne lui permettra pas de mener à bien son colossal travail; c'est donc son fils qui s'en chargera, les rénovations s'achèveront en 1470.
Le troisième château : Le XVIe siècle voit le château subir une profonde rénovation qui se terminera en 1592. Nicolas de Bauffremont-Sennecey avait choisi de se retirer à Sennecey aussi en 1580 il décide d'entamer la réfection entière et complète de l'édifice qui sera poursuivie par son fils Claude. La façade nord, face à Sennecey, dressait trois tours rondes coiffées d'un toit pointu, celle du milieu était percée d'une porte menant à un escalier en spirale, les meurtrières primitives de la façade avaient laissé place à de larges baies. Le côté sud ouvrait sur un vaste parc, ouvert lui aussi de grandes baies et orné de la devise de Nicolas de Bauffremont « In honore et virtute Senesce ». L'ancienne enceinte du vieux manoir était trop étroite pour répondre aux exigences des "Bons Barons" aussi elle s'élança sur les vastes terrains et l'ancien fossé du Xe siècle, la nouvelle cour mesurait alors 119 mètres sur 107 et fut entièrement entourée d'une muraille précédée d'un nouveau fossé en eau, les quatre angles de la nouvelle enceinte virent s'élever des pavillons servant de magasins dont les murs crénelés comme les courtines le restèrent jusqu'en 1793. Les deux bastions situés au sud restèrent isolés mais les deux autres se virent adjoindre des greniers et des écuries. Le milieu de la façade nord de la muraille était occupé par un pavillon nommé « pavillon de Jupiter », à cause des statues de Jupiter, Vénus et Junon qui ornaient sa toiture, et permettait de pénétrer dans la cour. Il s'articulait autour de deux bâtiments plus petits plongeant dans le fossé et fermait un pont de pierre à deux arches complété d'un pont-levis et d'une double porte.
Les anciennes pièces sombres et étroites vont faire place à des salles spacieuses, percées de hautes fenêtres et aux murs couverts de tentures. La grande salle va prendre le nom de « salle des Empereurs » et s'embellira de douze toiles de Césars, son plafond à poutrelles était orné d'arabesques et reposait sur des consoles sculptées et dorées. Une vaste cheminée occupait le fond de cette salle et arborait à son fronton un tableau représentant un seigneur de Sennecey « courant le cerf ». Tout autour de la salle des banquettes couvertes d'étoffes invitaient à s'y assoir, c'est là que se réunissait la cour que « Monseigneur de Sennecey » tenait, c'est encore là qu'il mariera son fils Claude avec Marie de Brichanteau et c'est toujours là que le cardinal de La Rochefoucauld bénira le mariage d'Henri de Bauffremont-Sennecey et de Marie-Catherine de La Rochefoucauld. À côté se trouvait la chambre à coucher d'apparat qu'occupait un lit orné de rideaux en brocart surmonté d'un ciel drapé de même, les murs se couvraient de tableaux en pied des seigneurs de Sennecey. Le rez-de-chaussée était occupé par les appartements des domestiques, la grande cuisine, la salle des banquets dite « salle du Bouc » car y trônait un grand bélier en bois sculpté couché devant la cheminée et tenant de la patte gauche un écusson aux armes des Bauffremont.
La Chapelle : L'enceinte renfermait la chapelle du château, située contre le pavillon de Jupiter. La chapelle primitive avait été érigée par Jean de Sennecey en 1377 et restaurée par Nicolas de Bauffremont-Sennecey au XVIe siècle. Sans doute en existait-il déjà une avant car un titre de l'abbaye de La Ferté daté de 1113 nomme le chapelain de Sennecey du nom de Juliannus. D'une superficie de 27 mètres sur 8 elle était divisée en deux parties séparées par une balustrade de manière à laisser une large place à l'intérieur aux seigneurs de Sennecey et est restée en activité jusqu'en 1793 après avoir été agrandie, embellie et complétée par un caveau au XVIe siècle.
Le parc : Il prolongeait le pont à deux arches de l'enceinte sud. Traversé de longues avenues, bordées d'ormes et de marronniers plantés sur deux à trois rangs, il offrait au regard des parterres de fleurs et une pièce d'eau circulaire. Chaque année un jardinier venait de Versailles s'occuper de la taille des buis et des ifs.

## Armoiries des seigneurs successifs

Les armes de Jean II de Toulongeon.
Les armes des Bauffremont.
Les armes des Foix-Béarn.
Les armes des Talleyrand-Périgord.
Les armes des Noailles.

- Vieux-Pont : D'argent à dix annelets de gueules, 3, 3, 3 et 1
- Ailly : De gueules au chef échiqueté d'argent et d'azur de trois traits
- Olivier de Senozan de Viriville (famille propriétaire de la terre de Sennecey à compter de 1777)[5] : D'argent à un olivier de sinople; écartelé de Grolée-Viriville

## Annexe